# Riccardo Lucca
Riccardo Lucca (* 24. Februar 1997 in Rovereto) ist ein italienischer Radrennfahrer.

## Sportlicher Werdegang
Nach dem Wechsel in die U23 fuhr Lucca zunächst für verschiedene italienischen Vereine und startete vorrangig bei Rennen des nationalen Kalenders, bei denen er gelegentlich Siege und weitere Podiumsplatzierungen erzielen konnte. Erst in der Saison 2020 wurde er erstmals Mitglied in einem UCI Continental Team, im zweiten Jahr bei General Store-Essegibi-F.Lli Curia erzielte er dann mit dem Gewinn der Trofeo Alcide De Gasperi den ersten Sieg bei einem UCI-Rennen. Dazu kamen 2021 fünf Siege bei Rennen des nationalen Kalenders. Zur Saison 2022 wechselte Lucca zum Team Work Service-Vitalcare-Dynatek. Mit je einem Etappensieg beim Adriatica Ionica Race und Giro della Regione Friuli Venezia Giulia konnte er zwei weitere Erfolge auf der UCI Europe Tour seinem Palmarès hinzufügen.
Nach seinen Erfolgen wurde Lucca zur Saison 2023 Mitglied im italienischen UCI ProTeam Green Project-Bardiani CSF-Faizanè.

## Erfolge
2021
- Trofeo Alcide De Gasperi

2022
- eine Etappe Adriatica Ionica Race
- eine Etappe Giro della Regione Friuli Venezia Giulia